# Hermann Scherenberg

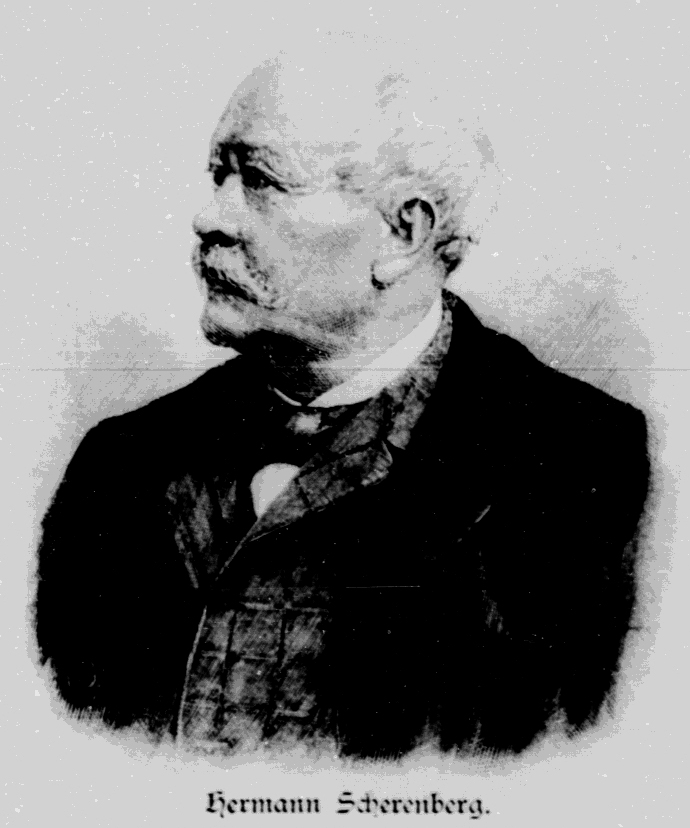
Hermann Scherenberg, 1895

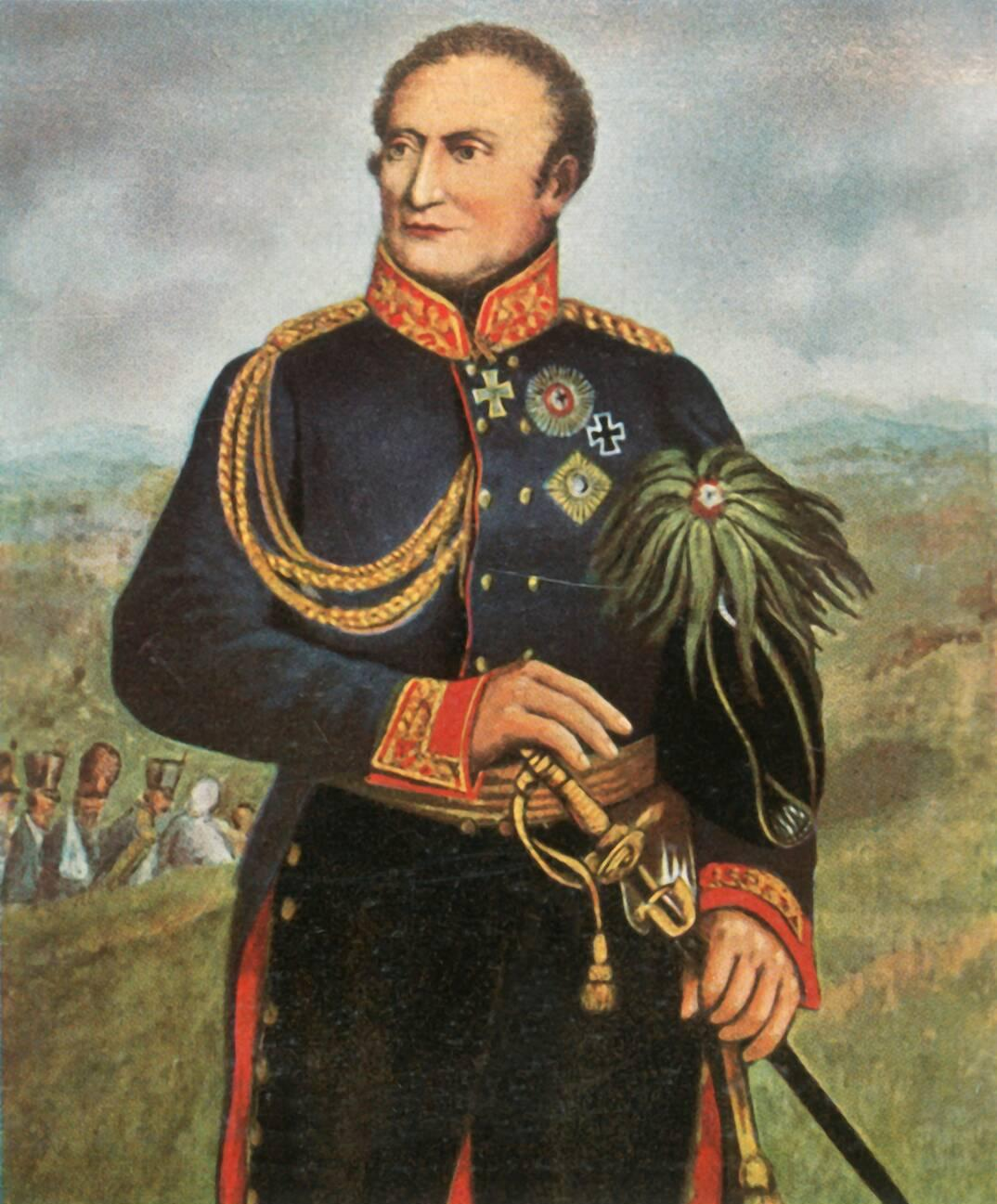
Friedrich Graf Kleist von Nollendorf, Holzschnitt von Hermann Scherenberg 1863

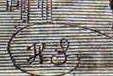
Einige seiner Werke hat Hermann Scherenberg nur mit einem Handzeichen signiert.

Hermann Scherenberg (* 20. Januar 1826 in Swinemünde; † 21. August 1897 in Groß-Lichterfelde bei Berlin) war ein deutscher Maler, Illustrator und Karikaturist.
Nach Angaben von Theodor Fontane, der die Scherenbergs gut kannte und in seiner Autobiographie Meine Kinderjahre über sie berichtet, soll die Familie ursprünglich aus Westfalen stammen. Hermann Scherenberg war der Sohn von Johann Friedrich Scherenberg, der zweimal mit Damen aus der hugenottischen Kolonie in Swinemünde verheiratet war. Hermann Scherenberg stammte aus der zweiten Ehe seines Vaters mit Frl. Villaret. Sein älterer Halbbruder war der Dichter Christian Friedrich Scherenberg. Er war außerdem verwandt mit dem Dichter und Journalisten Ernst Scherenberg.
1846/1847 studierte Scherenberg Malerei an der Kunstakademie Düsseldorf. Dort war er Schüler von Theodor Hildebrandt.
Scherenberg war lange Jahre ständiger Mitarbeiter der Illustrierten Zeitung, in der zahlreiche Zeichnungen von seiner Hand erschienen sind. Scherenberg zeichnete sowohl Porträts prominenter Persönlichkeiten und markante Szenen aus der preußischen und deutschen Geschichte als auch Situationen aus dem Volksleben.
Er hatte einen Sohn, Hans Scherenberg, der ebenfalls Maler wurde.
Hermann Scherenberg starb 1897 im Alter von 71 Jahren in Groß-Lichterfelde und wurde auf dem Luisenstädtischen Friedhof in Berlin beigesetzt. Die Grabstätte ist nicht erhalten geblieben.

## Werke in Auswahl

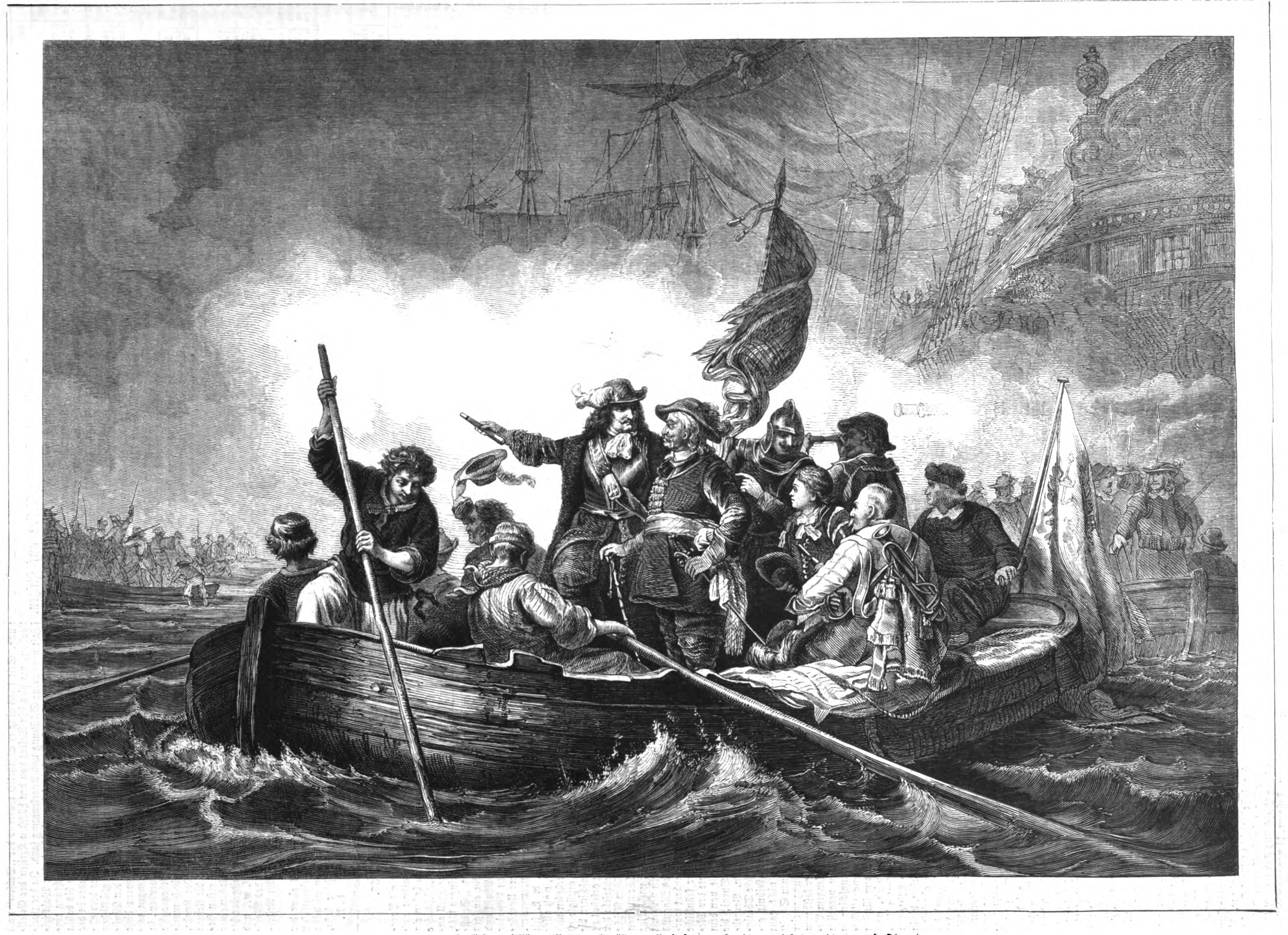
Die Landung des Großen Kurfürsten auf der Insel Rügen.
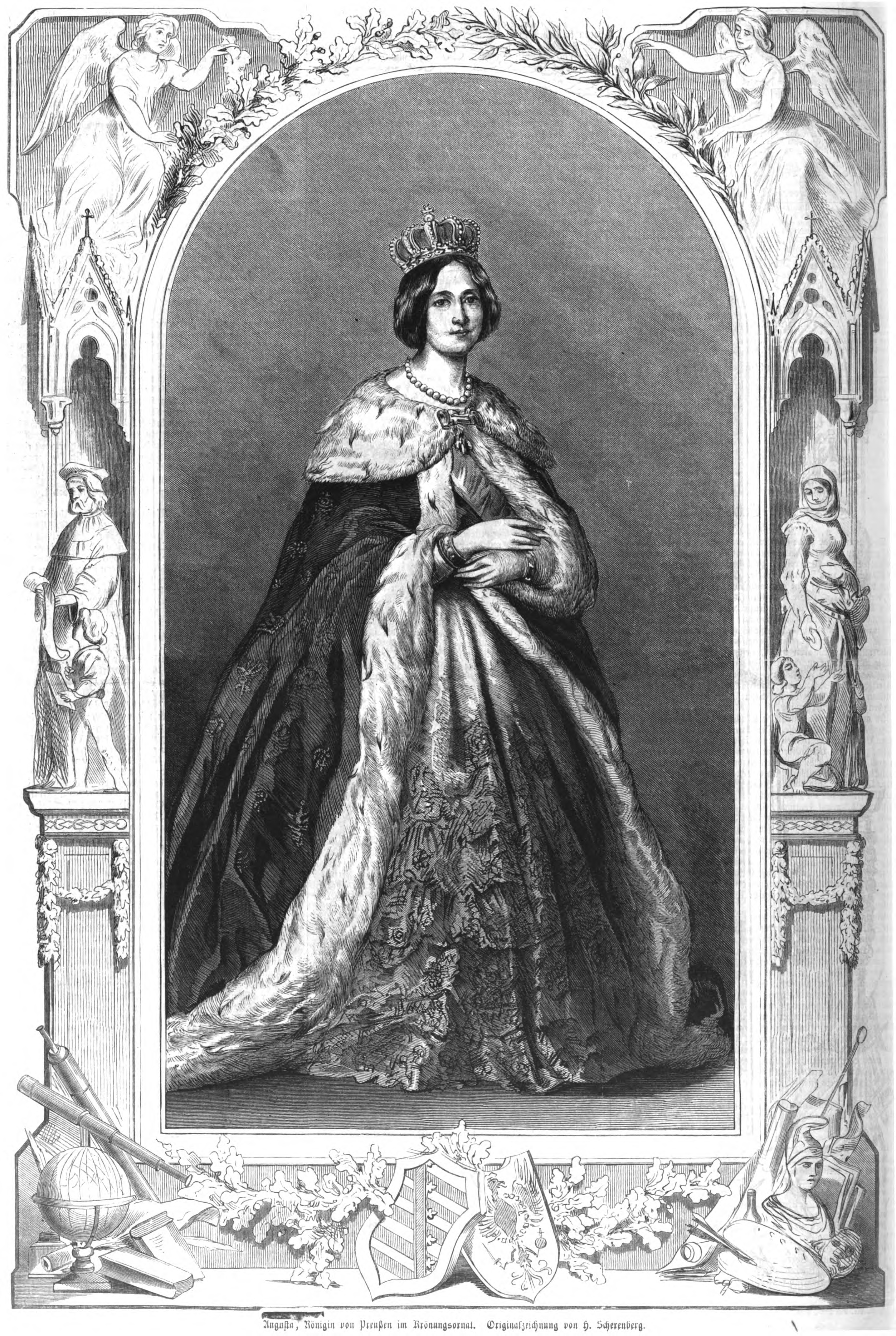
Augusta, Königin von Preußen, im Krönungsornat, 1861.
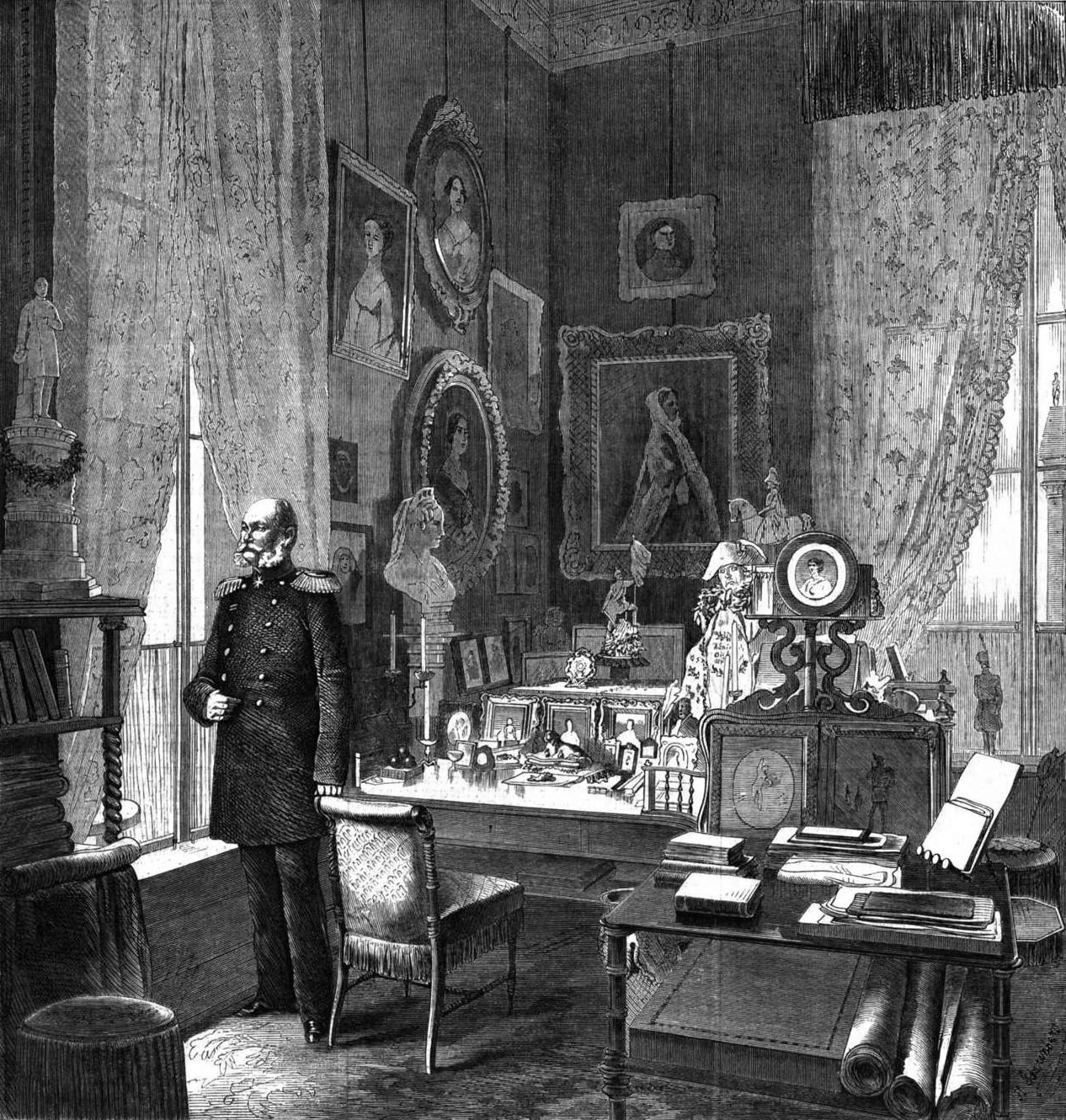
Der preußische König Wilhelm I. 1868 in seinem Arbeitszimmer im Königlichen Palais in Berlin, Unter den Linden.
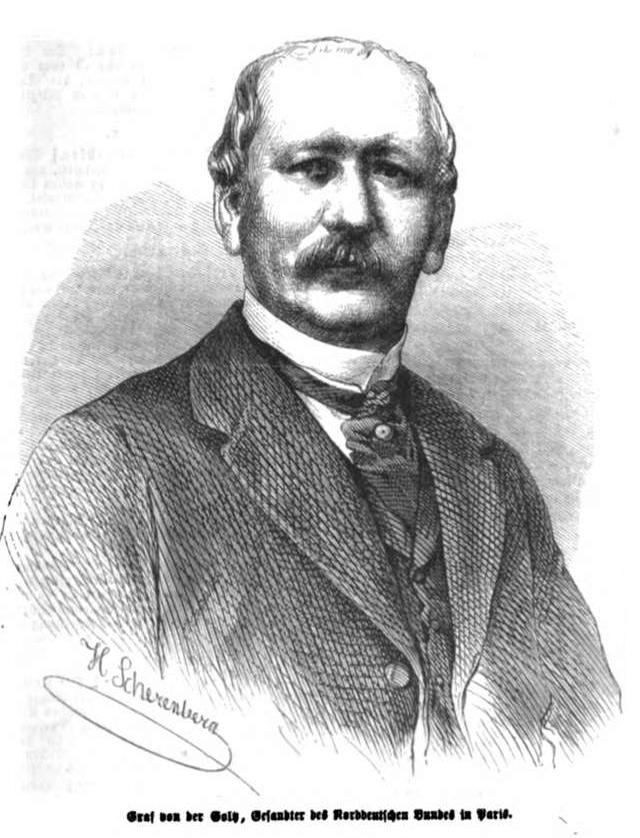
Porträt des Botschafters des Norddeutschen Bundes in Paris, Graf von der Goltz, 1868.
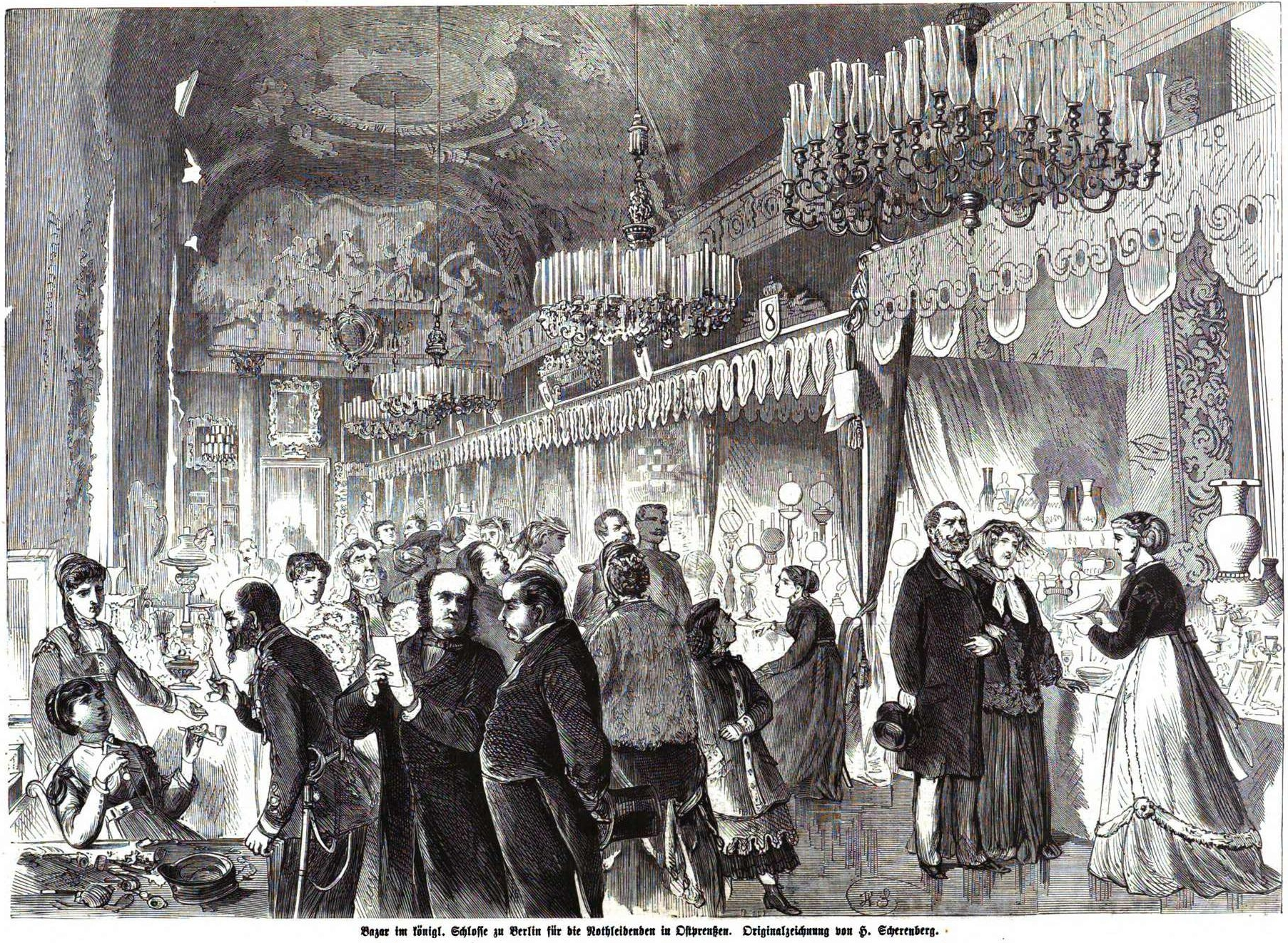
Ansicht des Basars im Berliner Stadtschloss 1868 zugunsten Notleidender in Ostpreußen.
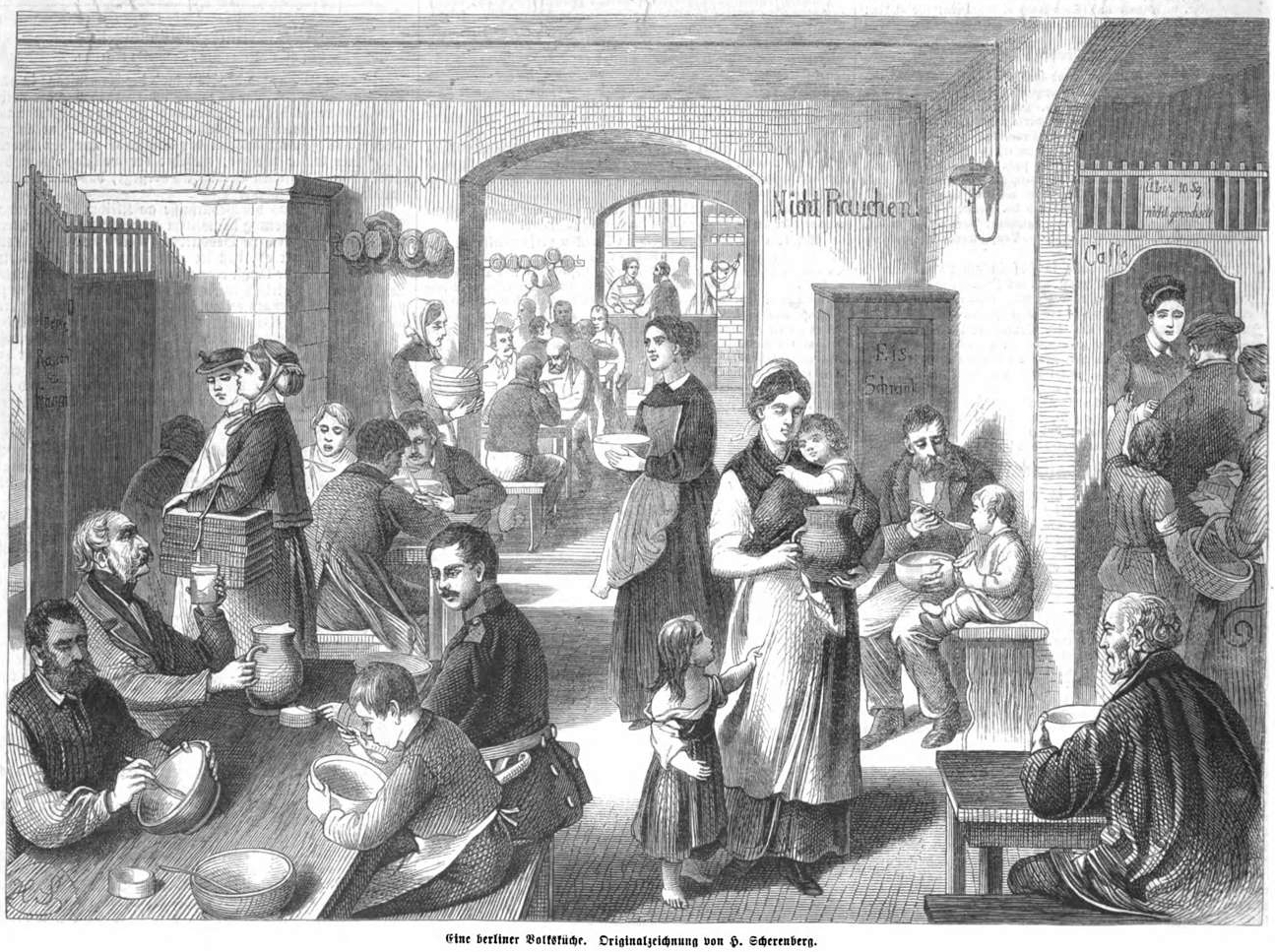
Blick in eine Berliner Volksküche, 1868.
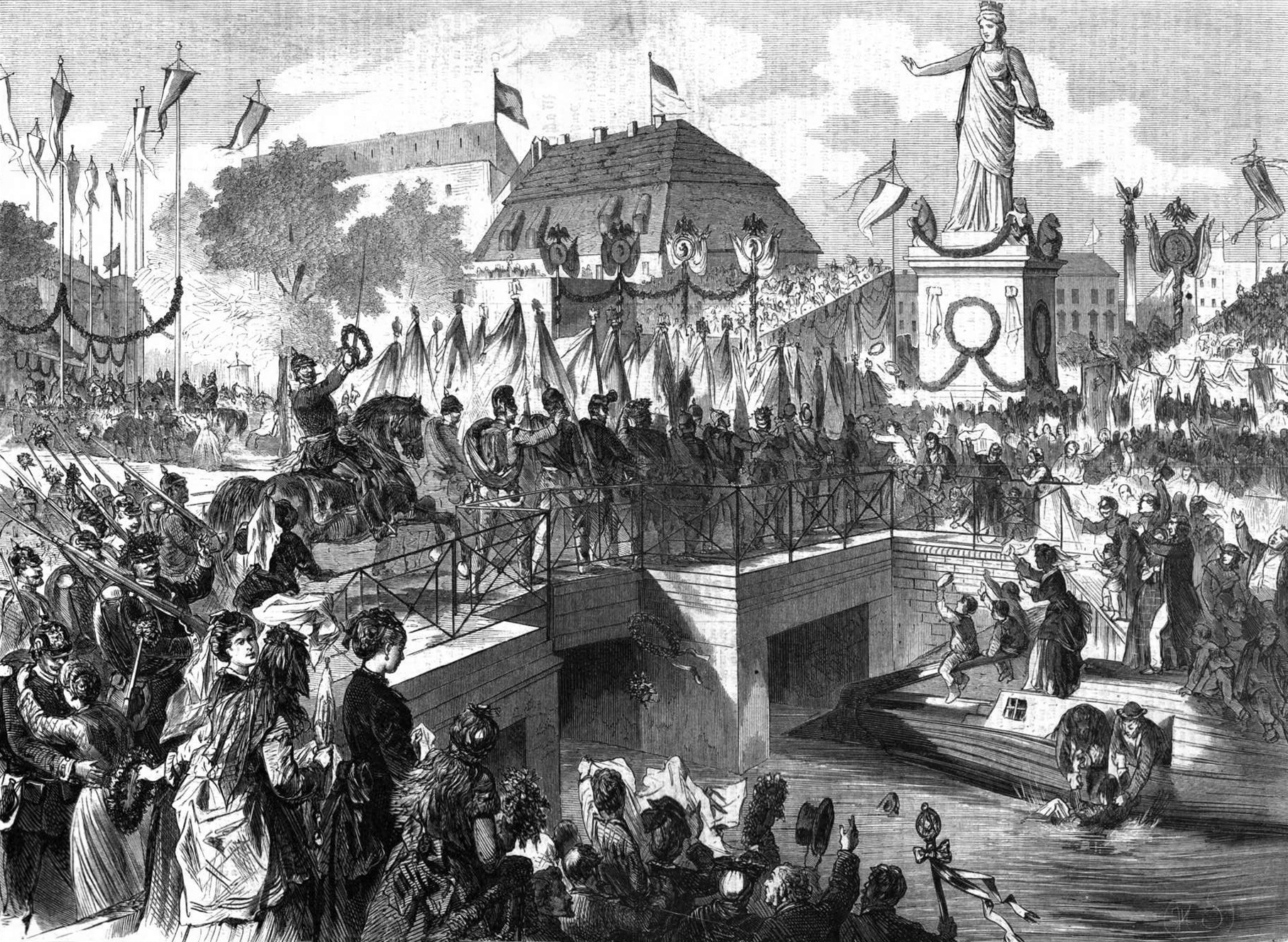
Heimkehr des siegreichen Heeres nach Berlin am 16. Juni 1871.